# Zankou Chicken
A Zankou Chicken é uma pequena cadeia familiar de restaurantes armênios e mediterrânicos de fast casual situada na Região Metropolitana de Los Angeles. Os restaurantes são especialmente conhecidos pelo seu frango assado no espeto, shawarma, falafel, tahini e um molho de alho “secreto.

## História
O primeiro Zankou Chicken foi aberto em 1962 no bairro Bourj Hammoud de Beirute, no Líbano, pelo armênio Vartkes Iskenderian e a sua família.
A cadeia foi criada nos Estados Unidos em 1983 pelo seu filho, Mardiros Iskenderian, depois de a família ter emigrado para Los Angeles, Califórnia. Depois de ter considerado a possibilidade de abrir um negócio de limpeza a seco ou de venda de fatos de homem, Iskenderian reconheceu a falta de restaurantes que servissem a crescente população imigrante do Oriente Médio em Los Angeles. Esta população incluía compatriotas armênios e libaneses que fugiram do Líbano durante a guerra civil.
O primeiro restaurante em Los Angeles abriu num bairro de East Hollywood chamado Little Armenia e está localizado na esquina da Sunset Boulevard com a Normandie Avenue. O restaurante é especialmente conhecido pelo seu molho de alho espesso e pastoso, criado pela mulher de Vartkes, Markrid e amplamente imitado.
Em 1991, a família concordou em dividir o negócio quando Mardiros quis abrir mais restaurantes. Os novos restaurantes seriam propriedade de Mardiros, enquanto a loja original Sunset e Normandie seria propriedade dos seus pais e duas irmãs. Vartkes Iskenderian morreu em 1992.
Desde a sua abertura, o Zankou Chicken expandiu-se e inclui os seguintes locais na Região Metropolitana de Los Angeles: East Hollywood, Hollywood, West Los Angeles, Burbank, Glendale, Pasadena, Toluca Lake, Van Nuys, Montebello, Anaheim, Huntington Beach, e Santa Clarita.
Em 14 de janeiro de 2003, após uma discussão acesa, o proprietário do Zankou Chicken, Mardiros Iskenderian, matou a tiro a sua irmã, Dzovig Marjik, e a sua mãe, Margarit Iskenderian; em seguida, suicidou-se com um duplo homicídio. Iskenderian encontrava-se na fase final de um câncer do cólon e do cérebro, que terá afetado as suas faculdades mentais. As repercussões deste acontecimento e a divisão duradoura da marca em duas facções familiares impediram o crescimento contínuo da empresa, apesar da popularidade dos restaurantes. No processo Iskenderian v. Iskenderian do Tribunal de Apelação da Califórnia, a viúva de Mardiros Iskenderian, Rita, procurou, sem êxito, obter o controlo exclusivo da marca Zankou Chicken.
Em 2013, a Zankou Chicken foi um dos contribuintes para a Green Armenia, que chama a atenção para os problemas ambientais enfrentados pela população da Armênia.